# Szecsuani opera

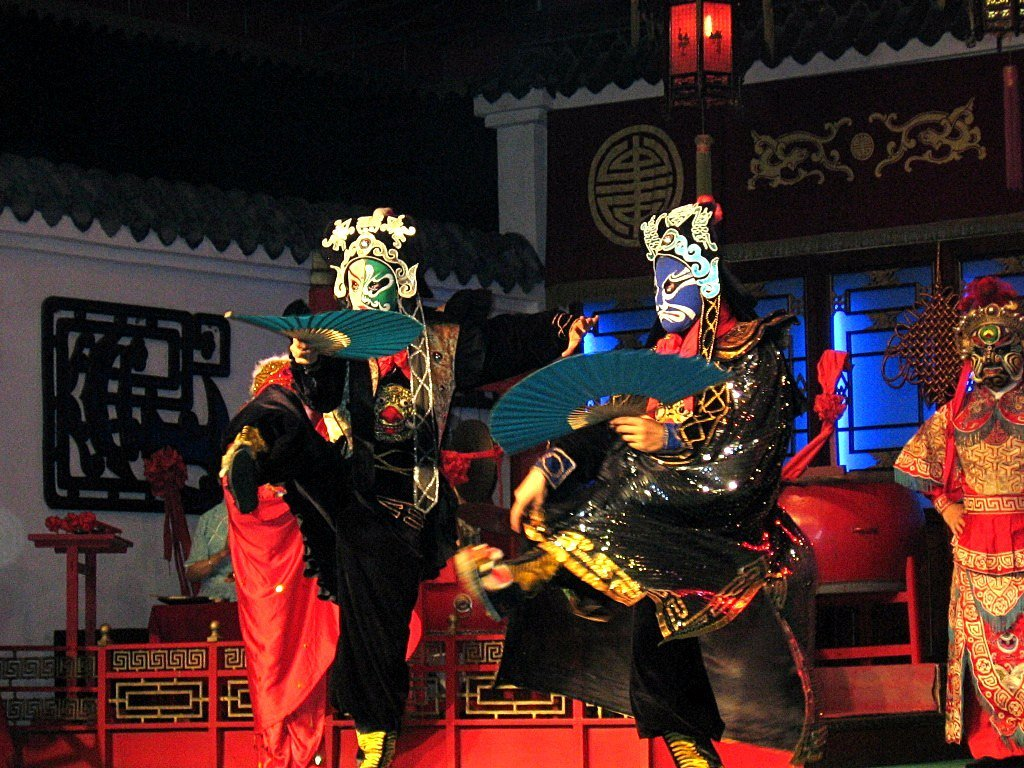
Szecsuani opera

A szecsuani opera vagy csuancsü (kínai: 川剧 pinjin: chuānjù) a kínai opera egyik típusa, mely Kína Szecsuan tartományából származik 1700 környékéről. Napjainkban a szecsuani opera egy viszonylag új keletű egyesítése az öt történelmi dallam stílusnak. Területileg Csengtu a szecsuani opera otthona, további befolyásoló helyszínei Csungking, Kujcsou, Jünnan, Hupej és Tajvan.

## Fordítás
- Ez a szócikk részben vagy egészben  a   Sichuan opera című angol Wikipédia-szócikk ezen változatának fordításán alapul.  Az eredeti cikk szerkesztőit annak laptörténete sorolja fel. Ez a jelzés csupán a megfogalmazás eredetét és a szerzői jogokat jelzi, nem szolgál a cikkben szereplő információk forrásmegjelöléseként.